# Finck von Finckenstein
Rodzina Finckensteinów herbu Ostoja Pruska – rodzina Prus Wschodnich.

## Opis

Finck von Finckenstein

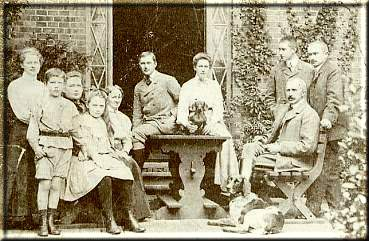
Rodzina Dohna-Schlobittenów w 1914 r.

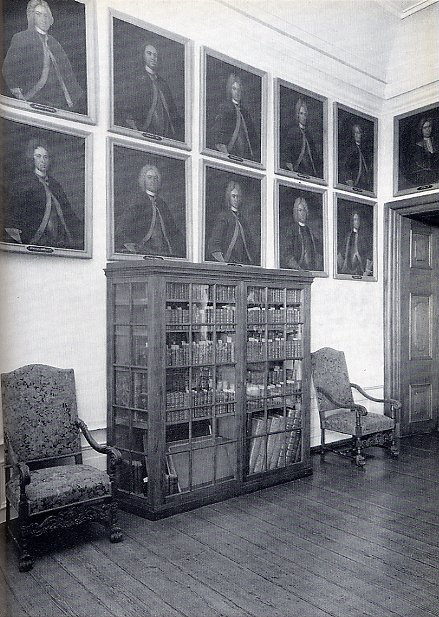
Portrety rodowe w pałacu w Kamieńcu

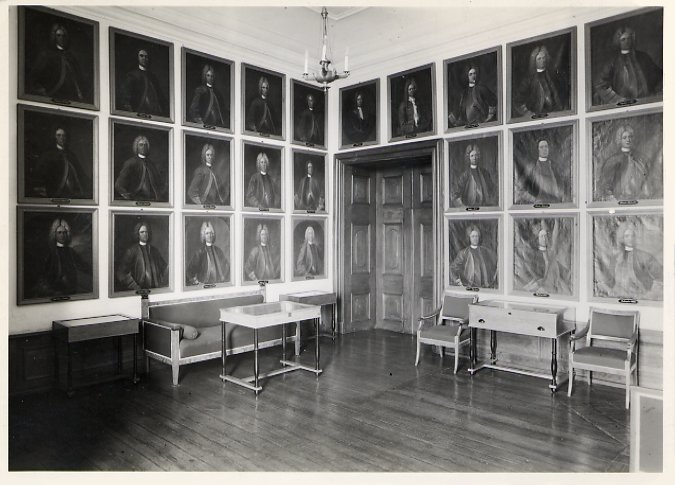
Portrety rodowe w pałacu w Kamieńcu

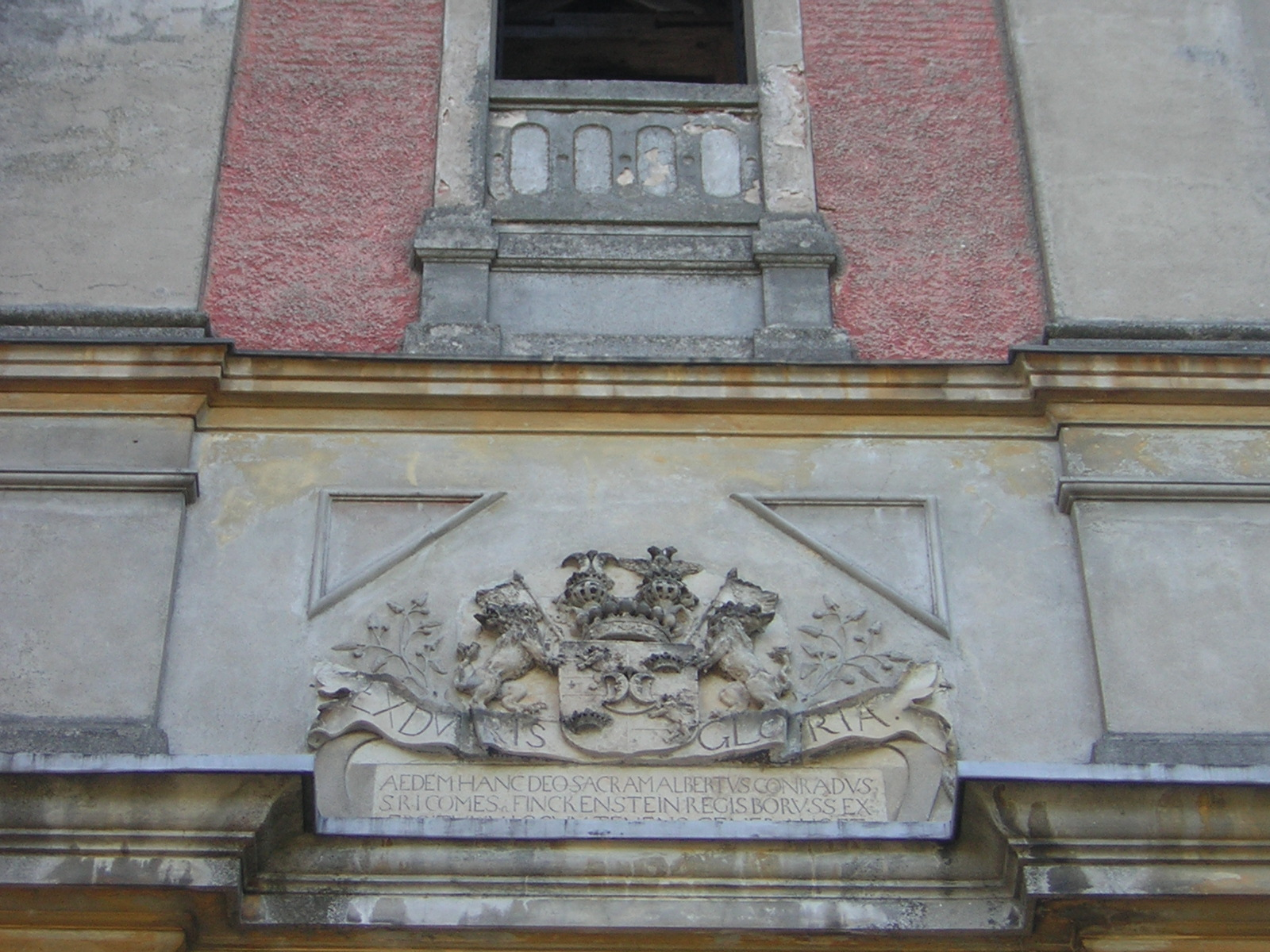
Herb Finckensteinów na kościele w Kamieńcu

Finckensteinowie to ród hrabiowski powstały w Prusach Wschodnich, wywodzą swoje pochodzenie z Westfalii i Alemanii, a dokładnie z klasztoru w Auerburgu. Finckowie pochodzili z Zurychu i Tyrolu, gdzie byli osadzeni według legendy przez Karola Wielkiego w IX wieku. Część rodu, żyjąca w Karyntii, nazwała swoje siedziby Finckenstein lub Finckenberg, stąd potem pochodziły ich nazwiska. Istniała jeszcze jedna gałąź Fincków – von Auerburg z której założycielem linii pruskiej Fincków czy też polskiej był Michael Vincke von Overberg, a po usadowieniu wsi Rogóż w 1440 r. w powiecie nidzickim poczęli się zwać von Roggenhausen. Michał, zwany przez Władysława II Jagiełłę Mikołajem, otrzymał z rąk Siemowita IV 8 włók chełmińskich pod Nowogródkiem w 1422 roku. Jako niemiecki osiedleniec przyjął służbę u Krzyżaków w Rogóźnie vel Roggenhausen. Majątki Finckensteinów koncentrowały się w Prusach Górnych, w starostwach iławskim, ostródzkim i dąbrówieńskim. Już w 2. połowie XVII w. byli potentatami i właścicielami trzech miast wraz z dziedzicznymi urzędami w Szymbarku, Dąbrównie i Iławie, zdecydowanie dominowali w XIX wieku, ich majątki w Szymbarku, Szymonowie, Jaśkowie i Lasecznie obejmowały wówczas powierzchnię ok. 14 tys. hm² (ha), z czego znaczna część (ok. 10 tys. hm²) leżała na obszarze starostwa iławskiego. Proces koncentracji majątków ziemskich w rękach tego rodu trwał od 2. połowy XVI wieku. Feliks Finck von Finckenstein w 1572 r. odkupił od Oelsnitzów dziedziczne starostwo w Dąbrównie, a potem iławskie od upadających Kreytzenów. Największe nabytki stały się ich udziałem na przełomie XVII i XVIII wieku – w 1693 r. Ernst Finck von Finckenstein kupił od Wallenrodów Gardzień, w 1699 r. część Szymbarka od Polentzów i w 1705 r. Habersdorf (obecnie Kamieniec) od Eulenburgów.
W XVIII w. wydzieliły się linie Finckensteinów: młodsza (na Finkenstein) i starsza (na Szymbarku i Dąbrównie). Wzrostowi majątkowemu towarzyszył czynny udział w związku hanzeatyckim, miast handlowych Europy Północnej z czasów średniowiecza i początku ery nowożytnej, a w późniejszym okresie również kariera urzędnicza. Pierwszym członkiem Hanzy był Albrecht I Finck von Roggenhausen, który początkowo był Kapitanem i następnie Admirałem Floty Holenderskiej, a następnie członkiem Steelyard w Londynie.
Albrecht Konrad, ze starszej linii Finckensteinów, służył najpierw w armii holenderskiej (1676), a potem francuskiej. W 1689 r. podjął służbę wojskową w Brandenburgii w randze majora. Awansował stopniowo, by zostać marszałkiem polnym. Prowadził w latach 1706 i 1709 kampanie w Niderlandach, uczestniczył w zdobyciu Tournay i bitwie pod Malplaquet. Od 1717 r. był gubernatorem Kłajpedy, potem także Piławy, sprawował również naczelną komendę nad armią w Prusach. Spośród sześciorga dzieci, które dożyły dorosłego wieku, najwybitniejszym okazał się Karol Wilhelm, dyplomata i polityk, poseł w Sztokholmie, Kopenhadze, Londynie i Petersburgu, od 1749 r. Kabinettsminister króla pruskiego Fryderyka II Wielkiego. Spośród Finckensteinów do znacznych godności w Prusach doszli także Georg Christoph Finckenstein (1632–1697), nadburgrabia od 1690 r. i Karol Friedrich Finckenstein (1743–1803), prezydent sądu krajowego w Kwidzynie, najwyższego sądu w prowincji Prusy Zachodnie.

## Wybrani członkowie rodu

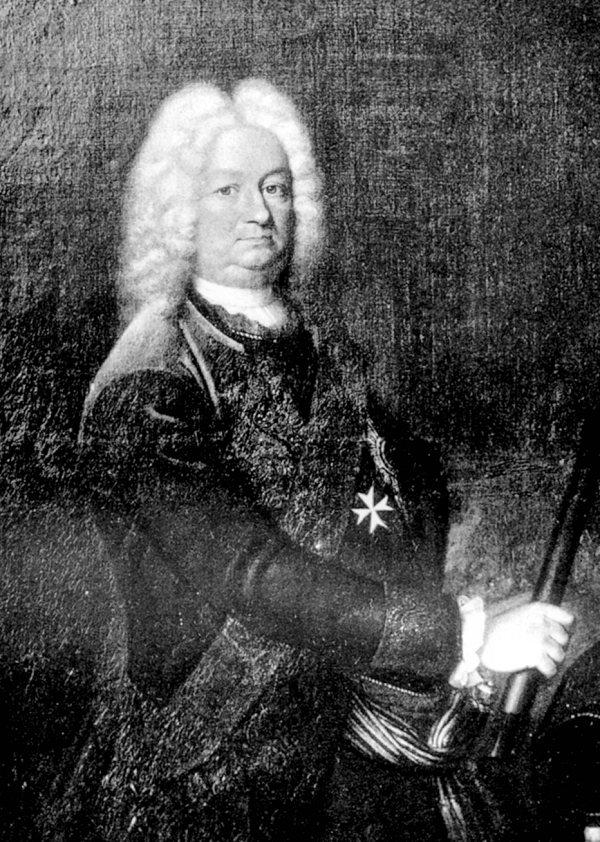
Albrecht Konrad Finck von Finckenstein

- Albert Fryderyk Finckenstein, starosta iławski, pochowany w krypcie kościoła pw. Przemienienia Pańskiego w Iławie
- Albrecht Finck von Finckenstein (zm. 1618)
- Albrecht Alexander Otto Graf Finck von Finckenstein (1859–1936)
- Albrecht Konrad Graf Finck von Finckenstein (1660–1735)
- Bernhard Gustav Graf Finck von Finckenstein (1863–1845)
- Björn von Finckenstein (ur. 1958)
- Elisabeth Finck von Finckenstein (1831–1862)
- Ernst Friedrich Graf Finck von Finckenstein (1698–1753) (dziedziczny starosta Dąbrówna i Iławy, szambelan dworu książęcego; w marcu 1699 r. nabył zamek w Szymbarku; w 1675 r. kupił podiławską wieś Rudzienice)
- Eva Gräfin Finck von Finckenstein (1903–1994)
- Friedrich Ludwig Graf Finck von Finckenstein (1709–1785)
- Friedrich Ludwig Karl Graf Finck von Finckenstein (1745–1818)
- Friedrich Wilhelm Graf Finck von Finckenstein (1702–1741)[3]
- Georg Konrad Finck von Finckenstein – starosta morąski; wraz z Andreasem Köhne był założycielem Towarzystwa Fizyczno-Ekonomicznego, przeniesionego później do Królewca; obelisk poświęcony jego osobie znajdował się do 1945 r. przed pałacem Dohnów w Morągu
- Georg Wilhelm Ernst Finck von Finckenstein (1833–1882)
- Karl August Graf Finck von Finckenstein (1835–1915)
- Karl Bonaventura Graf Finck von Finckenstein (1794–1865)
- Karl Friedrich Ludwig Albrecht Graf Finck von Finckenstein (1743–1803)
- Karl Friedrich Johannes Finck von Finckenstein (1824–1905)
- Karl Wilhelm Finck von Finckenstein (1714–1800)
- Konrad Wilhelm Graf Finck von Finckenstein (1862–1939)
- Wilhelm Leopold Friedrich Graf Finck von Finckenstein (1792–1877)
- Wilhelmine Finck von Finckenstein (1827–1895)